# Sologny
Sologny ist eine französische Gemeinde mit 576 Einwohnern (Stand: 1. Januar 2022) im Département Saône-et-Loire in der Region Bourgogne-Franche-Comté. Sie gehört zum Arrondissement Mâcon und zum Kanton Hurigny (bis 2015: Kanton Mâcon-Nord). Die Einwohner werden Slonirons genannt.

## Geographie
Sologny liegt etwa elf Kilometer östlich vom Stadtzentrum von Mâcon in der Mâconnais im Weinbaugebiet Bourgogne. Umgeben wird Sologny von den Nachbargemeinden Cluny im Norden, Berzé-la-Châtel im Nordosten, Berzé-la-Ville im Osten, Milly-Lamartine im Südosten, Pierreclos im Süden, Bourgvilain im Westen sowie Saint-Cécile im Nordwesten.
Durch die Gemeinde führt die Route nationale 79.

## Bevölkerungsentwicklung
| Jahr                      | 1962 | 1968 | 1975 | 1982 | 1990 | 1999 | 2006 | 2013 |
| ------------------------- | ---- | ---- | ---- | ---- | ---- | ---- | ---- | ---- |
| Einwohner                 | 361  | 386  | 350  | 352  | 394  | 458  | 447  | 576  |
| Quelle: Cassini und INSEE |      |      |      |      |      |      |      |      |

## Sehenswürdigkeiten
- Kirche Saint-Vincent aus dem 11./12. Jahrhundert, Monument historique

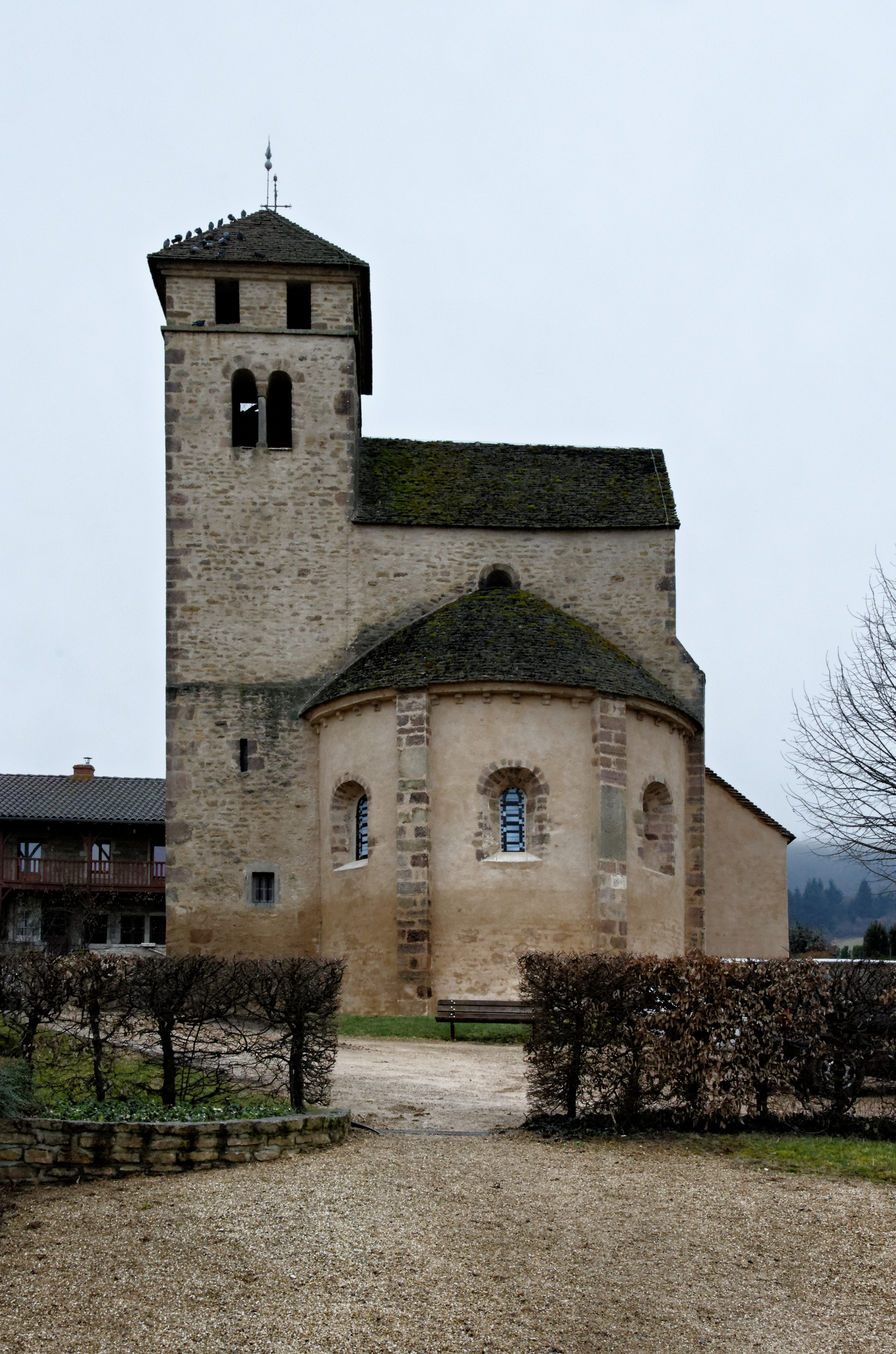
Kirche Saint-Vincent

- Schloss Byonne
- Schloss Charnay